# Dessau
Dessau è, insieme a Roßlau (Elbe), una delle due parti ("Stadtteil") in cui si divide la città tedesca di Dessau-Roßlau.

## Storia
Dessau fu menzionata per la prima volta nel 1213. Divenne un importante centro nel 1570, quando fu fondato il Principato di Anhalt e ne divenne la capitale all'interno del Sacro Romano Impero. Nel 1603 lo stato fu diviso in quattro - in seguito cinque - stati di Anhalt e Dessau divenne la capitale del mini-stato di Anhalt-Dessau. Il 3 luglio 1673 nacque nella città il futuro principe e condottiero Leopoldo I di Anhalt-Dessau, che servì il regno di Prussia fino alla sua morte, nel 1747. Nel 1729 vi nacque il famoso filosofo Moses Mendelssohn. Nel 1806, con le guerre napoleoniche e il discioglimento del Sacro Romano Impero fu elevato a rango di ducato elettorale all'interno della confederazione del Reno. Nel 1863 due delle linee nobili si estinsero e il ducato di Anhalt si riunì. Nel 1866 entrò a far parte della Confederazione Tedesca del Nord. Con la fine della prima guerra mondiale e con la trasformazione dell'impero tedesco in  repubblica, Dessau divenne capitale dello Stato Libero di Anhalt dal 1918 al 1945.
La città fu quasi completamente distrutta dalle incursioni aeree degli Alleati nella seconda guerra mondiale il 7 marzo 1945, sei settimane prima che le truppe americane occupassero la città. Successivamente fu ricostruito con l'architettura tipica della lastra di cemento armato della RDT (Plattenbau) e divenne un importante centro industriale della Germania orientale. Dalla riunificazione tedesca nel 1990 molti edifici storici sono stati restaurati.
Il compositore Kurt Weill è nato a Dessau. Dal 1993 la città ospita un festival annuale di Kurt Weill.
Dessau è conosciuta nel mondo dell’architettura e del design per avere ospitato la famosa scuola d’arte del Bauhaus fra il 1926 e il 1932. Oggi si può visitare la sede della scuola, le case dei professori e il nuovo museo.
Nel 2007 la città di Dessau venne fusa con la città di Roßlau (Elbe), formando la nuova città di Dessau-Roßlau.